# Lord Finesse
Lord Finesse, pseudonimo di Robert Hall Jr. (New York, 19 febbraio 1970), è un rapper e produttore discografico statunitense.

## Discografia
Album studio
- Funky Technician (1990)
- Return of the Funky Man (1992)
- The Awakening (1996)

Compilation
- From the Crates to the Files... The Lost Sessions (2003)
- Funky Man: The Prequel (2012)